# Сульфинпиразон
Сульфинпиразон  — урикозурический препарат, который используют для лечения подагры. Препарат усиливает выделение через почки мочевой кислоты. Снижая реабсорбцию мочевой кислоты в проксимальных канальцах нефрона, усиливает её выведение почками, особенно в первой стадии лечения.
Сульфинпиразон разрабатывался изначально как аналог фенилбутазона, однако у сульфинпиразона нет ни противовоспалительных, ни анальгетических, ни натрийсохраняющих свойств фенилбутазона. Сульфинпиразон  оказывает урикозурическое и выраженное антиагрегантное действие.